# رولاند روبرت
رولاند روبرت (بالفرنسية: Roland Robert)‏ هو سياسي فرنسي، ولد في 5 مارس 1937. حزبياً، نشط في الحزب الشيوعي الريونيوني.